# Litoklast
Litoklast – fragment skały magmowej, osadowej bądź metamorficznej transportowany i zdeponowany w skale okruchowej. 